# Tobias Querfurt

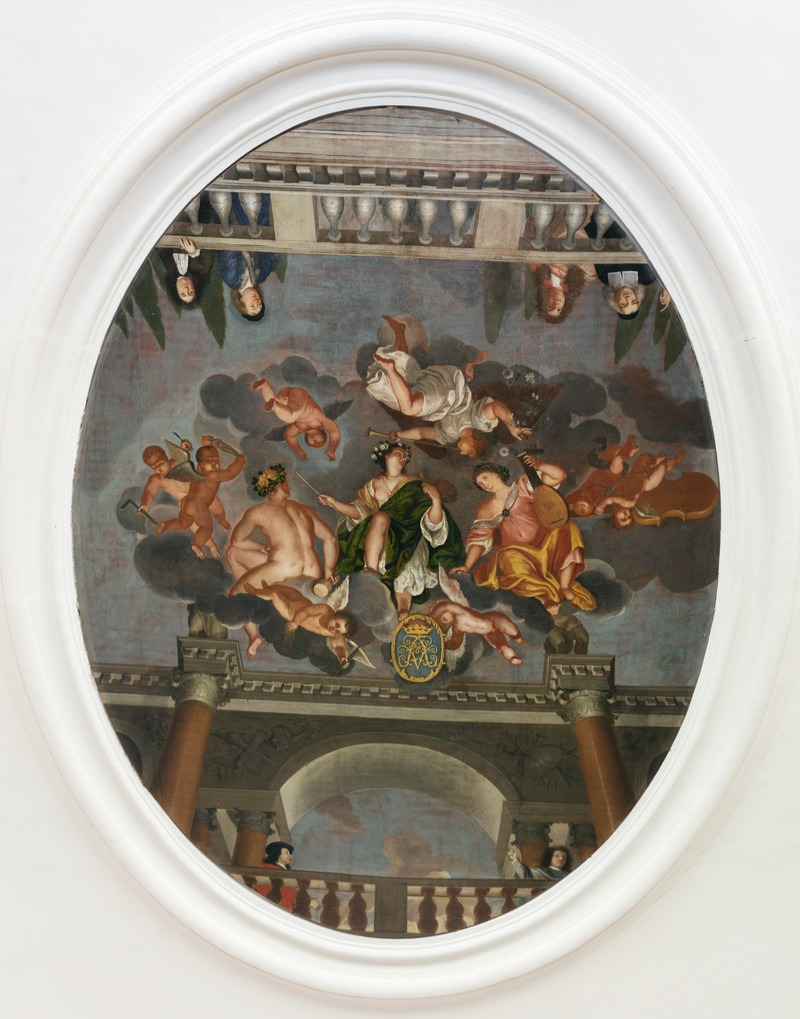
Deckengemälde von Tobias Querfurt im Herrenhaus Achim (vermutlich sind folgende Personen abgebildet: links oben der Bauherr des Hauses Friedrich II. von Steinberg, links unten der Baumeister Hermann Korb, rechts unten Querfurt selbst)

Tobias Querfurt der Ältere (* um 1660; † 13. September 1734 in Wolfenbüttel) war ein deutscher Maler, Radierer und Eisenschneider. Er war Hofmaler der Herzöge Rudolf August und Anton Ulrich von Braunschweig und erster Inspektor der fürstlichen Gemäldesammlung in Schloss Salzdahlum. 

## Leben
Querfurts Herkunft ist unbekannt. Er ist erstmals 1674 in Salzdahlum nachweisbar, wo Herzog Anton Ulrich zwischen 1688 und 1694 seine Sommerresidenz errichten ließ. Im Jahre 1686 erhielt Querfurt eine Besoldung. Seine Aufgaben umfassten zunächst den Zeichenunterricht an der 1687 gegründeten Ritterakademie Wolfenbüttel sowie Entwurfs- und Gravurarbeiten für die herzogliche Münzwerkstätte.

### Fürstlicher Hofmaler 1691 bis 1714
Im Jahre 1691 heiratete er die Tochter seines aus Hamburg stammenden Malerkollegen Joachim Luhn (1640–1717). Gemeinsam mit diesem und dem Maler und Bühnenbildner Johann Oswald Harms schuf Querfurt zwischen 1689 und 1697 eine Vielzahl von Wand- und Deckengemälden in Schloss und Schlosskirche Salzdahlum. In der Parnassgrotte im Schlossgarten malte er ein Deckengemälde mit der Verherrlichung des Fürstentums Braunschweig. Von seiner Tätigkeit als Porträtist der Wolfenbütteler Hofgesellschaft zeugten 18 Bildnisse im Redoutensaal des Wolfenbütteler Schlosses, die jedoch nicht erhalten sind. An Arbeiten am neuen Braunschweiger Opernhaus am Hagenmarkt war er 1691 beteiligt. Seit 1698 war er als Nachfolger von J. O. Harms auch für die Theaterdekorationen im Herzogtum zuständig. Im Auftrag Herzog Anton Ulrichs erweiterte Querfurt die Salzdahlumer Gemäldesammlung durch Ankäufe. So war er 1686 zusammen mit Herzog Ludwig Rudolf in Italien, um dort Gemälde zu kaufen. Querfurt war der erste in der Reihe der Salzdahlumer Galerieinspektoren, die 1807 mit Anton Weitsch endete. Im Jahre 1710 veröffentlichte er eine „Kurtze Beschreibung des Fürstlichen Lustschlosses Salzdahlum“, die auch Ansichts- und Grundrisszeichnungen enthält.

### Entlassung und Wohnortwechsel

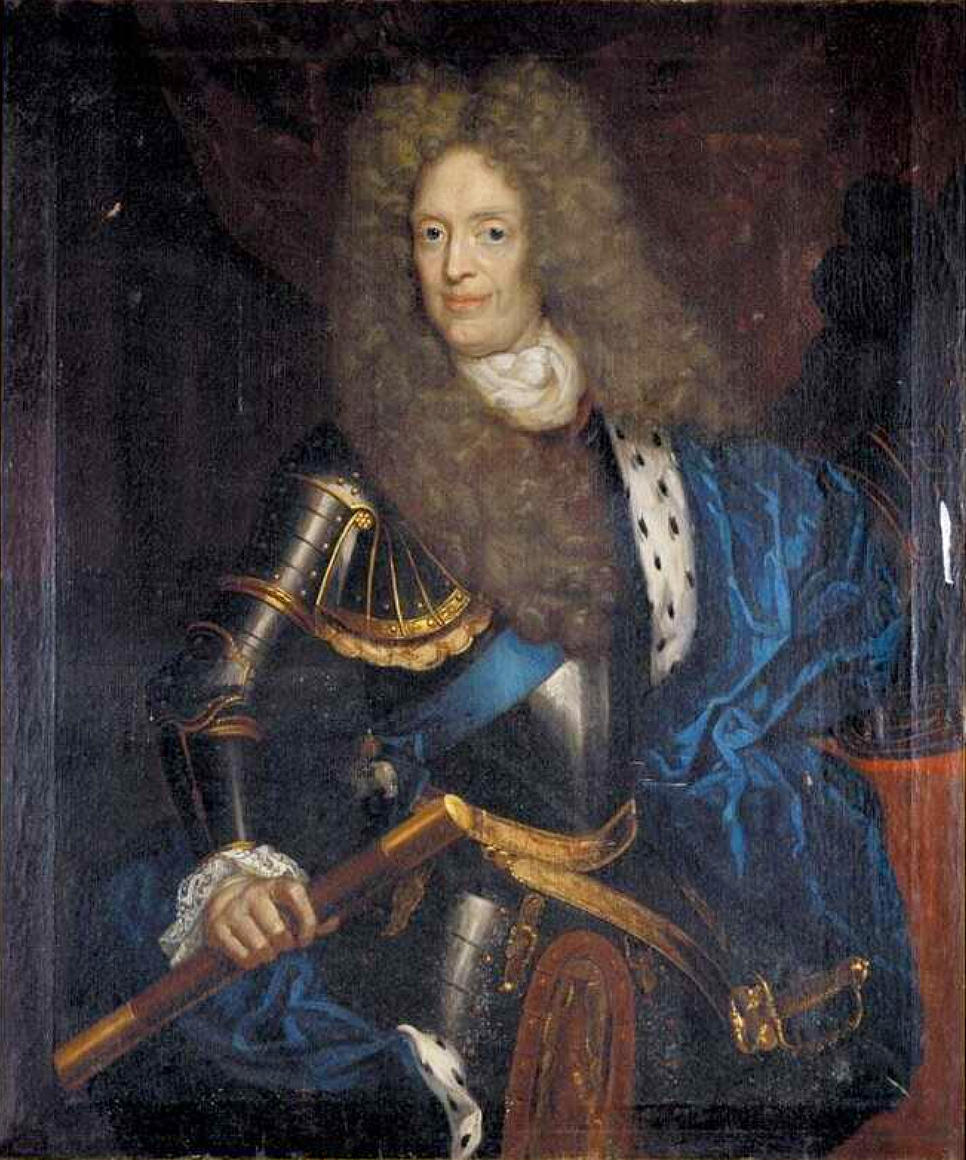
Tobias Querfurt: Anton Ulrich von Brauschweig-Wolfenbüttel (1717)

Kurz nach Herzog Anton Ulrich konvertierte auch Querfurt um 1710 zum Katholizismus, was schließlich 1714 zu seiner Entlassung durch den neuen antikatholisch eingestellten Landesherrn August Wilhelm führte. Er bezog bis 1734/1735 ein herzogliches Gnadengeld, zog aber 1715 in das katholische Corvey. In den Jahren 1719/1720 sowie 1730 hielt er sich in Hamburg und 1724 sowie 1727 in Hildesheim auf. Querfurt wohnte seit 1733 wieder in Wolfenbüttel, wo er 1734 starb. Er wurde in der katholischen Klosterkirche im nahe gelegenen Dorstadt bestattet.
Seine Söhne August (1696–1761), Johann Hermann und Tobias Querfurt d. J. waren ebenfalls Maler. Sein Schüler war der spätere preußische Hofmaler Johann Friedrich Wentzel (1670–1729).

## Werke (Auswahl)
Die meisten seiner Salzdahlumer Arbeiten sind nicht erhalten; das Schloss wurde 1813 abgerissen.
- Deckenfresko „Triumph des Welfenhauses über die Stadt Braunschweig“ im Audienzzimmer des Herzogs im Schloss Wolfenbüttel, 1690 (erhalten)
- Gemälde „Golgatha“, Schlosskapelle Wolfenbüttel, 1697 (erhalten)
- Malereien am „Castrum doloris“, dem Trauergerüst, der 1704 verstorbenen Herzogin Elisabeth Juliane (nicht erhalten)
- Wand- und Deckenfresken im Kaisersaal des Klosters Corvey (Zuschreibung), 1704 (erhalten)
- Deckengemälde im Festsaal des Herrenhauses Achim in Achim, um 1710 (erhalten)
- Ausmalung der katholischen Kirche St. Nicolai in Braunschweig, 1710 bis 1712 (zerstört)
- Fresken in der Schlosskapelle Blankenburg, 1714 (war übertüncht und seit April 2022 wieder freigelegt)
- Deckengemälde in der Rotunde der Herzog August Bibliothek in Wolfenbüttel (zerstört)
- Zwei Bildnisse Herzog Anton Ulrichs, heute im Herzog Anton Ulrich-Museum